# Palmherz

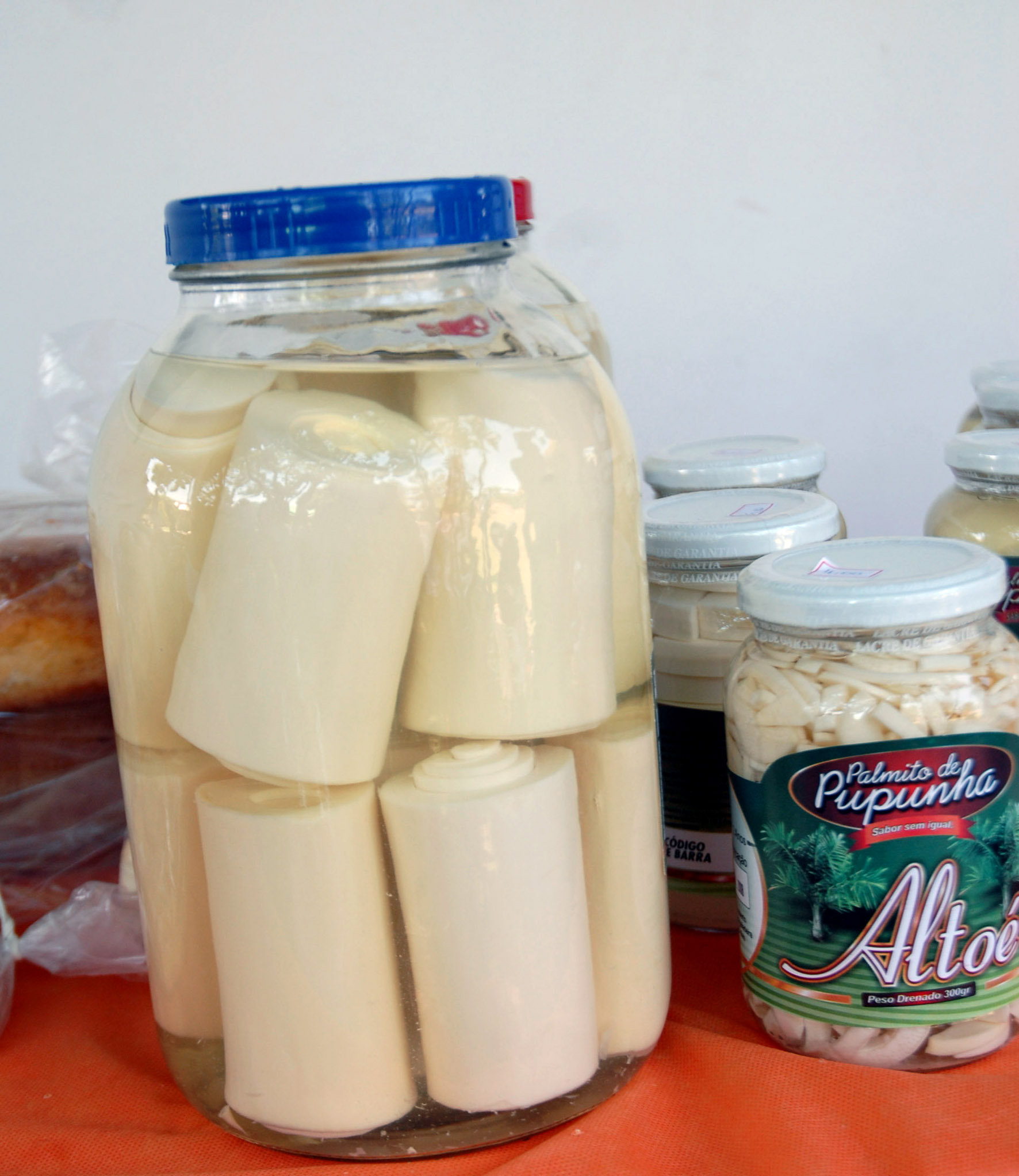
Palmherzen im Glas

Palmherz, Palmenherz oder Palmito bezeichnet das essbare Bildungsgewebe von Stamm und Blättern am oberen Ende einer Palme (den Vegetationskegel). Als Palmkohl werden zarte junge Blätter und junge Blattsprossen, -knospen verschiedener Palmenarten verstanden.
Palmherzen werden aus verschiedenen Palmenarten gewonnen, unter anderem aus Kohlpalmen (Euterpe edulis, Euterpe oleracea), Babassupalmen und Pfirsichpalmen. Hauptanbaugebiete sind Brasilien, Paraguay und Argentinien. Die Palmen werden häufig nicht eigens gepflanzt, sondern als Abfallprodukt der Urwaldrodung verwertet.
Zur Ernte werden die Palmen, wenn sie zehn bis fünfzehn Jahre alt sind, gefällt – durch die Entfernung des Vegetationskegels könnten sie ohnehin nicht mehr weiterwachsen. Pro Pflanze werden dabei, nach Entfernen der ungenießbaren Blatthüllen, etwa 500 Gramm Palmherz gewonnen. Pfirsichpalmen haben viele (bis zu 40) eigenständige Triebspitzen, bei dieser Art können daher einige Herzen entnommen werden, ohne die Pflanze zu töten. Auch aus Kokospalmen kann Palmherz gewonnen werden, dies geschieht aber erst dann, wenn die Palme nicht mehr trägt, da die Kokosnüsse einen wirtschaftlich höheren Wert haben.
Palmherzen haben eine zarte Konsistenz und einen intensiv nussartigen Geschmack, der roh am besten zur Geltung kommt. In Europa sind sie fast nur – auf einheitliche Länge geschnitten und in Salzlake konserviert – als Hearts of Palms oder Cœurs de Palmier von mehreren Anbietern in Dosen oder Gläsern erhältlich.